# Nadia Murad
Nadia Murad Basee Taha (kurdisk: نادیە موراد, arabisk: نادية مراد;) (født 1993 i Koço, nær Sinjar, Irak) er en yazidisk-kurdisk menneskerettighedsaktivist og aktivist for krigsofres rettigheder.
 Hun er en FN ambassadør for krigsofre og trafficking-ofre og er den første iraker, der har modtaget en Nobelpris.
I august 2014 blev hendes familie myrdet under ISIS-massakren på Yezidi-landsbyen Koço, mens hun selv blev bortført og holdt som sex-slave af terroristorganisationen ISIS i 3 måneder, hvorefter hun undslap med livet i behold. Hun var holdt som slave indenfor byområdet af Mosul. Nadia var hermed en af de over 6.700 yazidiske kvinder taget til fange af ISIS i Irak.
Da det lykkedes hende at undslippe ISIS, flygtede hun med sin eneste overlevende søster fra det ISIS-kontrollede område, og videre til flygtningelejren i Duhok og lejren i Rwanga, hvorfra søstrene fik mulighed for at ankomme til Tyskland som krigsflygtninge.
Nadia blev internationalt kendt for at overleve massakren og undslippe ISIS slaveriet, samt for hendes aktivisme for kvinderettigheder, for voldtægtsofre og for ofre af krigsforbrydelser og trafficking. Allerede mens hun var i lejren i Rwanga i februar 2015, gav hun sit første interview til journalister fra det belgiske dagsblad La Libre Belgique, hvor hun gjorde verdenen opmærksom på ISIS massakren, bortførelse af Yazidi-kvinder, seks-slaveriet og folkemord af Yazidi-folket begået af ISIS.
I Tyskland oprettede hun organisationen Nadia's Initiative, med formålet at hjælpe især Yazidiske kvinder og piger, men også andre kvinder og børn, som er blevet udsat for krigsforbrydelser eller trafficking - hvor organisationen hjælper ofrene med at genopbygge deres liv og netværk.

For hendes vigtige aktivisme og virke blev Nadia udnævnt som FNs Goodwill Ambassadør for krigsofre og ofre af trafficking. Den 16. december 2015 har hun vidnet foran FN's sikkerhedsrådet om de forbrydelser hun var udsat for, samt briefet Rådet vedrørende trafficking under væbnet konflikt. Det var første gang i historien, at Sikkerhedsrådet blev officielt briefet om trafficking.
Nadia modtog også Sakharov-prisen i oktober 2016 sammen med en anden yazidisk aktivist Lamiya Aji Bashar, som også overlevede massakren i samme landsby. Nadia blev derefter af den irakiske regering nomineret til modtagelse af, og modtog i 2018 Nobels fredspris sammen med Denis Mukwege for deres indsats i bekæmpelse af seksuel vold og brug af voldtægt som våben i krig og væbnede konflikter.